# Биоковско Село
Биоковско Село је насељено место у саставу општине Загвозд, Сплитско-далматинска жупанија, Република Хрватска.

## Историја
До територијалне реорганизације у Хрватској налазило се у саставу старе општине Имотски.

## Становништво
На попису становништва 2011. године, Биоковско Село је имало 55 становника.
| Број становника по пописима | Број становника по пописима | Број становника по пописима | Број становника по пописима | Број становника по пописима | Број становника по пописима | Број становника по пописима | Број становника по пописима | Број становника по пописима | Број становника по пописима | Број становника по пописима | Број становника по пописима | Број становника по пописима | Број становника по пописима | Број становника по пописима | Број становника по пописима |
| --------------------------- | --------------------------- | --------------------------- | --------------------------- | --------------------------- | --------------------------- | --------------------------- | --------------------------- | --------------------------- | --------------------------- | --------------------------- | --------------------------- | --------------------------- | --------------------------- | --------------------------- | --------------------------- |
| 1857                        | 1869                        | 1880                        | 1890                        | 1900                        | 1910                        | 1921                        | 1931                        | 1948                        | 1953                        | 1961                        | 1971                        | 1981                        | 1991                        | 2001                        | 2011                        |
| 235                         | 0                           | 258                         | 325                         | 392                         | 454                         | 0                           | 0                           | 777                         | 770                         | 748                         | 671                         | 323                         | 164                         | 99                          | 55                          |

Напомена: Насеље под именом Биоковско Село исказује се од 1948. Подаци и одговарајућа објашњења за претходне пописе односе се на припадајуће делове насеља. Од 1857. до 1880., 1921. и 1931. део података садржан је у насељу Крстатице, а део података од 1857. до 1931. у насељу Жупа. Од 1857. до 1931. те од 1981. садржи податке за бивше насеље Горња Жупа које је 1948. исказано као насеље.

### Попис1991.
На попису становништва 1991. године, насељено место Биоковско Село је имало 164 становника, следећег националног састава:
| Попис 1991.‍ | Попис 1991.‍ | Попис 1991.‍ | Попис 1991.‍ | Попис 1991.‍ |
| ----------- | ----------- | ----------- | ----------- | ----------- |
|             |             |             |             |             |
| Хрвати      | Хрвати      |             | 163         | 99,39%      |
| непознато   | непознато   |             | 1           | 0,60%       |
| укупно: 164 |             |             |             |             |